# Lista de deputados estaduais da Paraíba da 11.ª legislatura
Esta é a lista de deputados estaduais da Paraíba para a legislatura 1987–1991. Nas eleições estaduais, foram eleitos 36 deputados estaduais.

## Composição das bancadas
| Partido | Líder             | Bancada | Posição  |
| ------- | ----------------- | ------- | -------- |
| PMDB    | Carlos Candeia    | 17 / 36 | Governo  |
| PFL     | José Lacerda Neto | 10 / 36 | Oposição |
| PDS     | Enivaldo Ribeiro  | 9 / 36  | Oposição |

## Deputados Estaduais
Estavam em jogo trinta e seis cadeiras na Assembleia Legislativa da Paraíba. 
| Deputados estaduais eleitos | Partido | Votação | Percentual | Cidade onde nasceu   | Unidade federativa  |
| João Máximo                 | PMDB    | 22.415  | 2,57%      | João Pessoa          | Paraíba             |
| Carlos Candeia              | PMDB    | 20.179  | 2,31%      | Pombal               | Paraíba             |
| Ramalho Leite               | PMDB    | 18.545  | 2,13%      | Bananeiras           | Paraíba             |
| Afrânio Bezerra             | PFL     | 17.910  | 2,05%      | João Pessoa          | Paraíba             |
| José Lacerda Neto           | PFL     | 16.752  | 1,92%      | São José de Piranhas | Paraíba             |
| Nilo Feitosa                | PFL     | 16.627  | 1,91%      | Monteiro             | Paraíba             |
| Enivaldo Ribeiro            | PDS     | 16.217  | 1,86%      | Campina Grande       | Paraíba             |
| Carlos Dunga                | PFL     | 16.035  | 1,84%      | Pombal               | Paraíba             |
| Roberto Paulino             | PMDB    | 15.892  | 1,82%      | Guarabira            | Paraíba             |
| José Aldemir                | PMDB    | 15.518  | 1,78%      | Cajazeiras           | Paraíba             |
| Péricles Vilhena            | PMDB    | 15.402  | 1,77%      | Santa Rita           | Paraíba             |
| Múcio Sátyro                | PDS     | 14.982  | 1,72%      | Patos                | Paraíba             |
| Zé Otávio                   | PMDB    | 14.540  | 1,67%      | Catolé do Rocha      | Paraíba             |
| Efraim Morais               | PFL     | 14.210  | 1,63%      | Santa Luzia          | Paraíba             |
| Leonel Medeiros             | PMDB    | 13.501  | 1,55%      | João Pessoa          | Paraíba             |
| Aloisio Pereira Lima        | PDS     | 13.487  | 1,55%      | Princesa Isabel      | Paraíba             |
| Vani Braga                  | PFL     | 13.124  | 1,5%       | Conceição            | Paraíba             |
| José Soares Madruga         | PDS     | 12.941  | 1,48%      | Itaporanga           | Paraíba             |
| Geralda Medeiros            | PMDB    | 12.919  | 1,48%      | Caculé               | Bahia               |
| Chico Pereira               | PDS     | 12.271  | 1,41%      | Pombal               | Paraíba             |
| Antônio Ivo                 | PMDB    | 11.817  | 1,35%      | João Pessoa          | Paraíba             |
| Francisco Evangelista       | PFL     | 11.768  | 1,35%      | Alexandria           | Rio Grande do Norte |
| Pedro Adelson               | PDS     | 11.646  | 1,33%      | Esperança            | Paraíba             |
| Jáder Pimentel              | PFL     | 11.477  | 1,32%      | Guarabira            | Paraíba             |
| Medeiros Dantas             | PMDB    | 11.292  | 1,29%      | Sousa                | Paraíba             |
| Babá Teotônio               | PMDB    | 11.258  | 1,29%      | João Pessoa          | Paraíba             |
| Judivan Cabral              | PFL     | 11.175  | 1,28%      | Aguiar               | Paraíba             |
| Carlos Pessoa Filho         | PDS     | 11.079  | 1,27%      | Aroeiras             | Paraíba             |
| José Fernandes de Lima      | PMDB    | 10.845  | 1,24%      | Mamanguape           | Paraíba             |
| Pedro Medeiros              | PDS     | 10.820  | 1,24%      | São João do Cariri   | Paraíba             |
| Fernando Milanez            | PFL     | 10.589  | 1,21%      | João Pessoa          | Paraíba             |
| Aércio Pereira              | PDS     | 10.578  | 1,21%      | Pombal               | Paraíba             |
| João Fernandes              | PMDB    | 10.348  | 1,19%      | Boqueirão            | Paraíba             |
| Waldir Bezerra              | PMDB    | 10.344  | 1,19%      | Campina Grande       | Paraíba             |
| José Maroja                 | PMDB    | 10.243  | 1,17%      | Santa Rita           | Paraíba             |
| Antônio Arroxelas           | PMDB    | 10.159  | 1,16%      | João Pessoa          | Paraíba             |